# حمیل‌آباد
حمیل‌آباد  (به لکی: hamëlawād)، روستایی از توابع بخش قلقل‌رود شهرستان تویسرکان در استان همدان ایران است.

## جمعیت
این روستا در دهستان کمال رود قرار دارد و براساس سرشماری مرکز آمار ایران در سال ۱۳۹۵، جمعیت آن ۲۱۶ نفر (۶۳خانوار) بوده‌است.